# Abeløya
Abeløya is een onbewoond eiland in de Barentszzee. Het is een van de drie belangrijkste eilanden van de archipel Kong Karls Land in Spitsbergen. Abeløya is het meest oostelijk gelegen eiland van de archipel en is aanzienlijk kleiner dan de andere twee grote eilanden, Svenskøya en Kongsøya. Abeløya werd onderdeel van het Natuurreservaat Noordoost-Spitsbergen bij de oprichting ervan in 1973. In 1985 werd verkeer verboden op het eiland.
Het eiland is vernoemd naar de Noorse wiskundige Niels Henrik Abel (1802-1829).

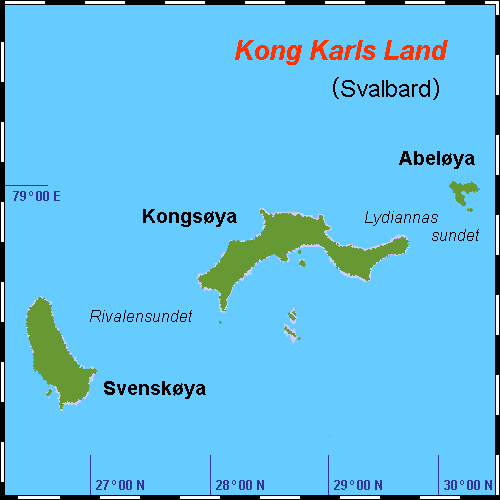
Detailkaart